# 철원군의 농어촌버스
철원군의 농어촌버스는 강원특별자치도 철원군의 인허가를 얻어 운행하는 농어촌버스이다. 운행 업체는 제일여객이다.

## 운임
2021년 4월 기준 요금이다.
| 종류 | 나이                    | 현금 (원) | 카드 (원) |
| ---- | ----------------------- | --------- | --------- |
| 일반 | 어른 (만 19세 이상)     | 1400      | 1280      |
| 일반 | 청소년 (만 13세 ~ 18세) | 800       | 730       |
| 일반 | 어린이 (만 7세 ~ 12세)  | 700       | 640       |

- 과거에는 8km까지 기본요금이며 이후 1km당 107.84원씩 추가되는 거리비례 구조였으나 2016년 1월 1일 요금이 단일화되어 추가요금은 폐지되었다.
- 2013년 2월 1일부터 교통카드를 이용해 버스를 승차할 수 있다.[1] 기본적으로 이즐 사용 지역으로서 이즐 단말기를 사용하여 교통카드를 사용할 수 있고, 그 밖에 KB국민카드, BC카드, 신한카드 등의 후불 교통카드도 사용할 수 있다. 티머니는 2016년 1월 30일부터 사용 가능해졌다.[2]
- 하차 후 30분 이내에 1회에 한하여 무료환승이 가능하다.

## 철원군 차적의 버스 노선
| 운행 노선 | 운행구간 | 운행구간 | 운행구간  | 경유지                                                                                            | 운행 횟수 | 비고                                           |
| --------- | -------- | -------- | --------- | ------------------------------------------------------------------------------------------------- | --------- | ---------------------------------------------- |
| 1         | 신철원   | →        | 동송      | 문혜리, 고석정, 장흥리, 양촌                                                                      | 15회      |                                                |
| 2         | 신철원   | ←        | 동송      | 문혜리, 고석정, 장흥리, 양촌                                                                      | 16회      |                                                |
| 1-1       | 신철원   | →        | 동송      | 문혜리, 고석정, 장흥리, 양촌, 화지리, 철원읍                                                      | 8회       |                                                |
| 2-1       | 신철원   | ←        | 동송      | 문혜리, 고석정, 장흥리, 양촌, 화지리, 철원읍                                                      | 7회       |                                                |
| 1-2       | 신철원   | →        | 동송      | 문혜리, 내대리, 상사리, 직탕, 이평6리                                                             | 2회       |                                                |
| 2-2       | 신철원   | ←        | 동송      | 문혜리, 내대리, 상사리, 직탕, 이평6리                                                             | 1회       |                                                |
| 1-3       | 신철원   | →        | 동송      | 문혜리, 고석정, 장흥리, 강회동, 양촌                                                              | 1회       |                                                |
| 2-3       | 신철원   | ←        | 동송      | 문혜리, 고석정, 장흥리, 강회동, 양촌                                                              | 2회       |                                                |
| 3         | 신철원   | →        | 와수리    | 문혜리, 지경리, 청양리, 학사리                                                                    | 13회      |                                                |
| 4         | 신철원   | ←        | 와수리    | 문혜리, 지경리, 청양리, 학사리                                                                    | 13회      |                                                |
| 3-1       | 신철원   | →        | 와수리    | 문혜리, 갈현고개, 지경리, 청양리, 학사리                                                          | 6회       |                                                |
| 4-1       | 신철원   | ←        | 와수리    | 문혜리, 갈현고개, 지경리, 청양리, 학사리                                                          | 6회       |                                                |
| 3-2       | 신철원   | →        | 와수리    | 문혜리, 지경리, 토성리, 청양리, 학사리                                                            | 2회       |                                                |
| 4-2       | 신철원   | ←        | 와수리    | 문혜리, 지경리, 토성리, 청양리, 학사리                                                            | 2회       |                                                |
| 3-3       | 신철원   | →        | 와수리    | 문혜리, 지경리, 청양리, 청양1리, 학사리                                                           | 2회       |                                                |
| 4-3       | 신철원   | ←        | 와수리    | 문혜리, 지경리, 청양리, 청양1리, 학사리                                                           | 2회       |                                                |
| 3-4       | 신철원   | →        | 와수리    | 문혜리, 텃골, 신수리, 석현동                                                                      | 5회       |                                                |
| 4-4       | 신철원   | ←        | 와수리    | 문혜리, 텃골, 신수리, 석현동                                                                      | 5회       |                                                |
| 3-5       | 신철원   | →        | 와수리    | 문혜리, 텃골, 신수리, 잠곡리, 문수동, 육단리                                                      | 4회       |                                                |
| 4-5       | 신철원   | ←        | 와수리    | 문혜리, 텃골, 신수리, 잠곡리, 문수동, 육단리                                                      | 4회       |                                                |
| 7         | 신철원   | ↔        | 동막,상사 | 문혜리, 내대리                                                                                    | 3회       |                                                |
| 7-1       | 신철원   | ↔        | 상사리    | 문혜리, 내대리                                                                                    | 3회       |                                                |
| 7-2       | 신철원   | ↔        | 내대리    | 문혜리                                                                                            | 2회       |                                                |
| 8         | 신철원   | ↔        | 용화동    | 삼부연, 용화약수터                                                                                | 4회       |                                                |
| 9         | 동송     | →        | 동송      | 이평6리, 농업기술센터, 구수동, 장흥리, 강회동, 양촌                                               | 1회       |                                                |
| 10        | 동송     | ↔        | 정연리    | 동송시장, 양촌, 대위리, 양지리, 이길리                                                            | 6회       |                                                |
| 11        | 동송     | →        | 동송      | 오지2리, 오지3리, 상노2리, 신교대, 상노1리, 오지1리, 오지2리                                      | 4회       |                                                |
| 11-1      | 동송     | ↔        | 상노1리   | 오지2리, 오지1리                                                                                  | 2회       |                                                |
| 12        | 동송     | →        | 동송      | 오지2리, 오지3리, 상노2리, 신교대, 상노1리, 오지1리, 구수동, 이평6리                              | 3회       |                                                |
| 12-1      | 동송     | ←        | 동송      | 오지2리, 오지3리, 상노2리, 신교대, 상노1리, 오지1리, 구수동, 이평6리                              | 1회       |                                                |
| 13        | 동송     | ↔        | 신탄리역  | 동송시장, 철원읍, 화지리, 도피안사, 관전리, 노동당사, 백마고지입구, 묘장초교, 대마2리, 백마고지역 | 13회      | 경원선 무궁화호 개통 시 까지 신탄리역까지 운행 |
| 14        | 와수리   | ↔        | 유곡리    | 학사리, 청양6리, 도창리                                                                           | 6회       |                                                |
| 14-1      | 와수리   | ↔        | 청양6리   | 학사리                                                                                            | 3회       |                                                |
| 15        | 와수리   | ↔        | 생창리    | 학사리                                                                                            | 5회       |                                                |
| 16        | 와수리   | ↔        | 병참부    | 석현동, 신수리                                                                                    | 5회       |                                                |
| 16-1      | 와수리   | ↔        | 도계      | 석현동, 신수리, 병참부                                                                            | 4회       |                                                |
| 17        | 와수리   | ↔        | 마현리    | 육단리, 사곡리                                                                                    | 6회       |                                                |
| 17-1      | 와수리   | ↔        | 말고개    | 육단리, 사곡리, 마현리                                                                            | 2회       |                                                |
| 18        | 와수리   | ↔        | 방화동    | 육단리, 문수동, 잠곡리                                                                            | 5회       |                                                |